# 克雷爾旗鱂
克雷爾旗鱂，為輻鰭魚綱鯉齒目鰕鱂亞目鰕鱂科的其中一種，為熱帶淡水魚，分布於非洲加彭Ikoy河流域，體長可達3.1公分，棲息在底中層水域，生活習性不明。

## 擴展閱讀
維基物種上的相關：克雷爾旗鱂